# 氷川神社 (中野区上高田)
氷川神社（ひかわじんじゃ）は東京都中野区の神社。地名を冠して上高田氷川神社（かみたかだひかわじんじゃ）とも称される。

## 概要
1453年（享徳2年）に創建された。地元の村人たちが氷川神社から分霊を勧請し創建したという。上高田村の鎮守でもあった。
長禄年間（1457年～1460年）、太田道灌は松一株を当社に献上したが、現在は残っていない。
当社の例大祭には、氏子たちによる「上高田囃子」が奉納される。

## 交通アクセス
- 西武新宿線新井薬師前駅より徒歩10分。